# Tinna Hoffman
Tinna Hoffmann, o semplicemente Tinna (Århus, 21 gennaio 1983), è una ballerina e personaggio televisivo danese.
Ha partecipato a Ballando con le stelle, il talent show di Raiuno, in coppia con l'attore di Beautiful Sean Kanan, nel 2006, con l'ex schermidore Stefano Pantano nel 2010, in coppia con l'attrice Rosalinda Celentano, nel 2020, sostituendo Samuel Peron, risultato positivo al
COVID-19.

## Biografia
Tinna Hoffman ha iniziato a studiare danza in tenera età partecipando alla sua prima gara di ballo a otto anni. Si è classificata al terzo posto, a quattordici, al campionato danese nella categoria junior. Tre anni dopo ha iniziato a competere in gare in  Germania ed Inghilterra.
Trascurata l'iniziale carriera di modella e una volta ottenuta la maturità scientifica, Hoffmann si è trasferita in Italia, paese in cui ha fatto coppia - sulla scena e nella vita - con il ballerino Fabio Modica.
Vive a Sarzana dove insegna danza e continua a gareggiare per la sua nazione in competizioni internazionali, vanta un settimo posto ottenuto al campionato nordeuropeo.
Ha partecipato a Ballando con le stelle, il talent show di Raiuno, in coppia con l'attore di Beautiful Sean Kanan, nel 2006, ritirandosi alla sesta puntata, e con l'ex schermidore Stefano Pantano nel 2010, classificandosi al nono posto. Nel 2020, torna a Ballando con le stelle, allenando Rosalinda Celentano, in sostituzione del maestro Samuel Peron, colpito dal COVID-19 e perciò costretto a rimanere in isolamento. La coppia (che è la prima ad essere formata da due donne nella versione italiana di Ballando con le stelle), si classifica al nono posto.
In Italia Hoffman ed il suo partner hanno raggiunto, come professionisti, nella stagione 2008-2009, la semifinale nelle gare Rising Star Uk e International e si sono laureati vice-campioni italiani di South America Show Dance. Nel 2009 hanno partecipato alle finali dei campionati mondiali di danza.